# Maurice Goldman
Pour les articles homonymes, voir Goldman.
Maurice Goldman, né le 1er mars 1933 à Paris, est un physicien français, membre de l'Académie des Sciences, à l'origine de développements de la théorie de la résonance magnétique nucléaire.

## Biographie
Ingénieur diplômé de l'École supérieure de physique et de chimie industrielles de la ville de Paris (70e promotion), il rejoint le Commissariat à l'énergie atomique où il occupe les fonctions de physicien puis directeur scientifique de 1955 à 1993. De 1969 à 1983, il dirige le laboratoire de magnétisme nucléaire au Collège de France. Il a été conseiller scientifique au CEA de 1993 à 2004. Maurice Goldman est à l'origine de travaux importants en résonance magnétique nucléaire notamment sur la thermodynamique statistique des systèmes de spins, la relaxation et la polarisation dynamique nucléaires, et la théorie de la RMN de haute résolution dans les liquides.

## Travaux
Maurice Goldman, après des études de séparation isotopique et de spectrométrie de masse, a intégré le Laboratoire de Résonance Magnétique créé par Anatole Abragam au CEA. Ses travaux principaux, dont certains ont conduit à des applications d’intérêt pratique, ont couvert essentiellement trois domaines.
Il a d’abord mené des études liées à la théorie de la température de spin à haute température : des expériences de mélange thermique ont approfondi tous les aspects de cette théorie, en particulier le concept de température de spin dans le référentiel tournant, étendu au cas d’interactions quadripolaires, le concept de température absolue négative, l’extension de la théorie de la dynamique du couplage thermique entre réservoirs énergétiques distincts, ainsi que de nombreuses applications pratiques de cette théorie sous forme d’outils expérimentaux ou théoriques.
Il a ensuite étudié l’ordre magnétique nucléaire en champ magnétique élevé, sous l’effet d’interactions dipolaires « tronquées »,. Ce vaste domaine a constitué l’extension ultime du concept de température de spin et a conduit notamment à la prévision et l’observation de structures magnétiques inconnues des systèmes électroniques habituels, tels que l’ordre hélicoïdal transverse tournant. Ces propriétés ont été étudiées par RMN et par diffraction de neutrons.
Enfin, il a étudié et développé la relaxation magnétique sous irradiation de radiofréquence des molécules en solution, ce qui a conduit à une méthode générale de détermination de la mobilité locale dans les grosses molécules en solution, en particulier les biomolécules.
Dans des études de moindre durée, il a également mis en évidence des vitesses de diffusion différentes de mêmes ions sur des sites cristallins différents dans des monocristaux, étudié par relaxation magnétique la structure fractale des polymères, élaboré une illustration de la « phase de Berry » en résonance électronique, ainsi qu’une nouvelle formulation de la théorie de la relaxation.

## Distinctions
- Lauréat du prix Henri de Parville de l'Académie des sciences en 1969
- Lauréat du Grand Prix Cognacq-Jay de l'Académie des sciences avec Anatole Abragam et Maurice Chapelier en 1970
- Lauréat du prix Holweck[13] de la Société française de physique et de la Physical Society en 1977
- Maurice Goldman est élu correspondant de l'Académie des sciences en 1986, puis membre de l'Académie des sciences (section de physique) en 2004.
- Maurice Goldman est commandeur dans l'ordre des Palmes académiques.

## Ouvrages
- Spin Temperature and Nuclear Magnetic Resonance in Solids, Oxford University Press, 1970
- Nuclear Magnetism: Order and Disorder avec Anatole Abragam, Oxford University Press, 1982
- Quantum Description of High-Resolution NMR in Liquids, Oxford University Press, 1988[14]